# Барбара Гитингс
Барбара Гитингс (енгл. Barbara Gittings, Беч, 31. јул 1932 — Кенет Сквер, 18. фебруар 2007) била је америчка активисткиња за геј равноправност. 

## Биографија
Основала је њујоршки огранак организације Кћерке Билитис (енгл. Daughters of Bilitis; DOB) између 1958. и 1963. Уређивала је национални часопис организације „The Ladder“ од 1963 до 1966, и радила заједно са Френком Каменијем на организацији првих протеста који су скренули пажњу на забрану запошљавања геј особа од стране највећег послодавца у САД у то време: Владе Сједињених Америчких Држава. Током 1970их Гитингс је била укључена у рад Америчке асоцијације библиотека, где је формирала први геј кокус у професионалној организацији, у циљу промовисања позитивне литературе о хомосексуалности у библиотекама. Била је део покрета који се залагао да Америчко удружење психијатара скине хомосексуалност са листе менталних болести, што се десило 1972. Њена животна мисија је била, по њеним речима, да скине „плашт невидљивости“ у вези са хомосексуалношћу који ју је повезивао са криминалом и менталном болешћу.
Америчка асоцијација библиотека назвала је своју годишњу награду за најбољи роман са геј и лезбијском тематиком по њој - „Награда Барбаре Гитингс“.